# مل‌گیوه
مل گیوه یک روستا در ایران است که در دهستان جم واقع شده‌است.